# Пелдо
Пелдо — озеро на территории Вешкельского сельского поселения Суоярвского района Республики Карелия.

## Общие сведения
Площадь озера — 1,2 км², располагается на высоте 128,0 метров над уровнем моря.
Котловина ледникового происхождения.
Форма озера лопастная, продолговатая; вытянуто с северо-запада на юго-восток. Берега озера каменисто-песчаные, местами заболоченные.
Через озеро протекает безымянная протока, вытекающая из озера Онга-Мукса и впадающая в реку Уляеги.
В озере расположены три небольших острова без названия.
Рыба: щука, плотва, налим, окунь, ёрш.
Населённые пункты возле озера отсутствуют. Ближайший — деревня Вохтозеро — расположен в 10 км к востоку от озера.
Код объекта в государственном водном реестре — 01040100111102000017037.

## Панорама

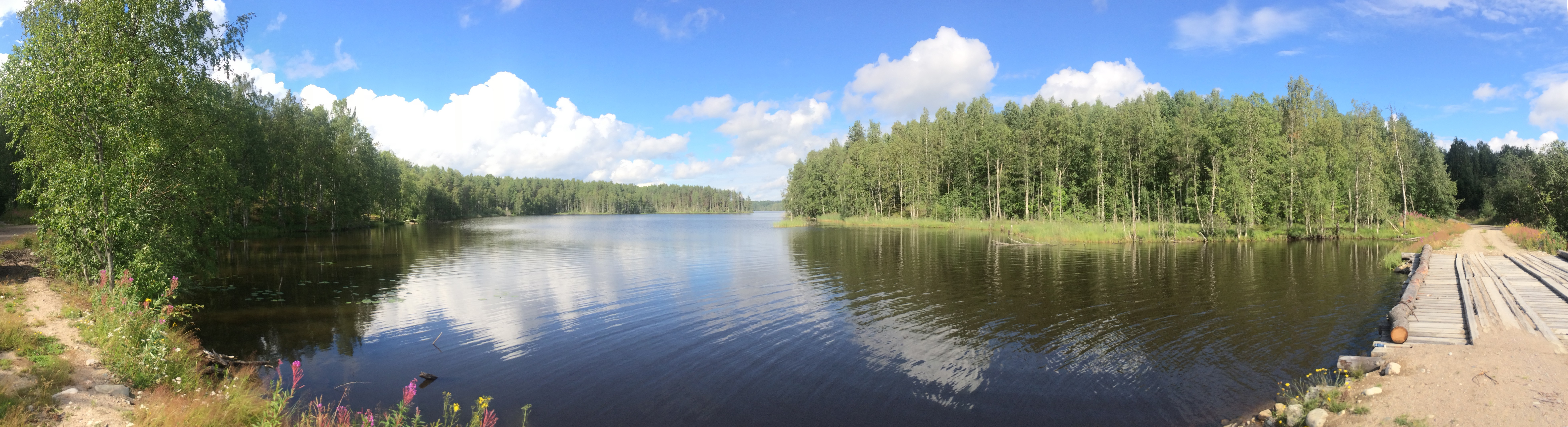
Панорама